# Karl Schäfer (Eiskunstläufer)
Karl Martin Alois Schäfer (* 17. Mai 1909 in Wien; † 23. April 1976 in Purkersdorf) war ein österreichischer Eiskunstläufer, der im Einzellauf startete. Er war der Olympiasieger von 1932 und 1936, der Weltmeister von 1930 bis 1936 und der Europameister von 1929 bis 1936.
Als Schwimmer wurde er siebenfacher österreichischer Meister und nahm an Europameisterschaften und Olympischen Spielen teil.

## Leben

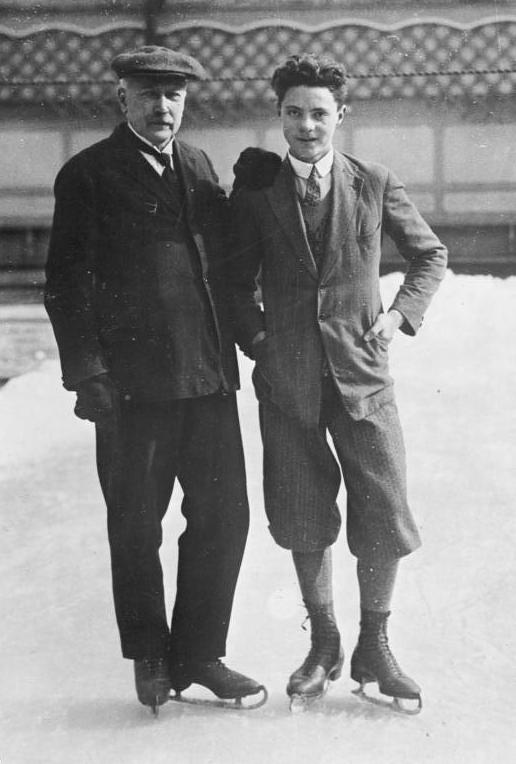
Karl Schäfer mit seinem Schwiegervater Eduard Engelmann, Besitzer der ersten Wiener Kunst-Eisbahn

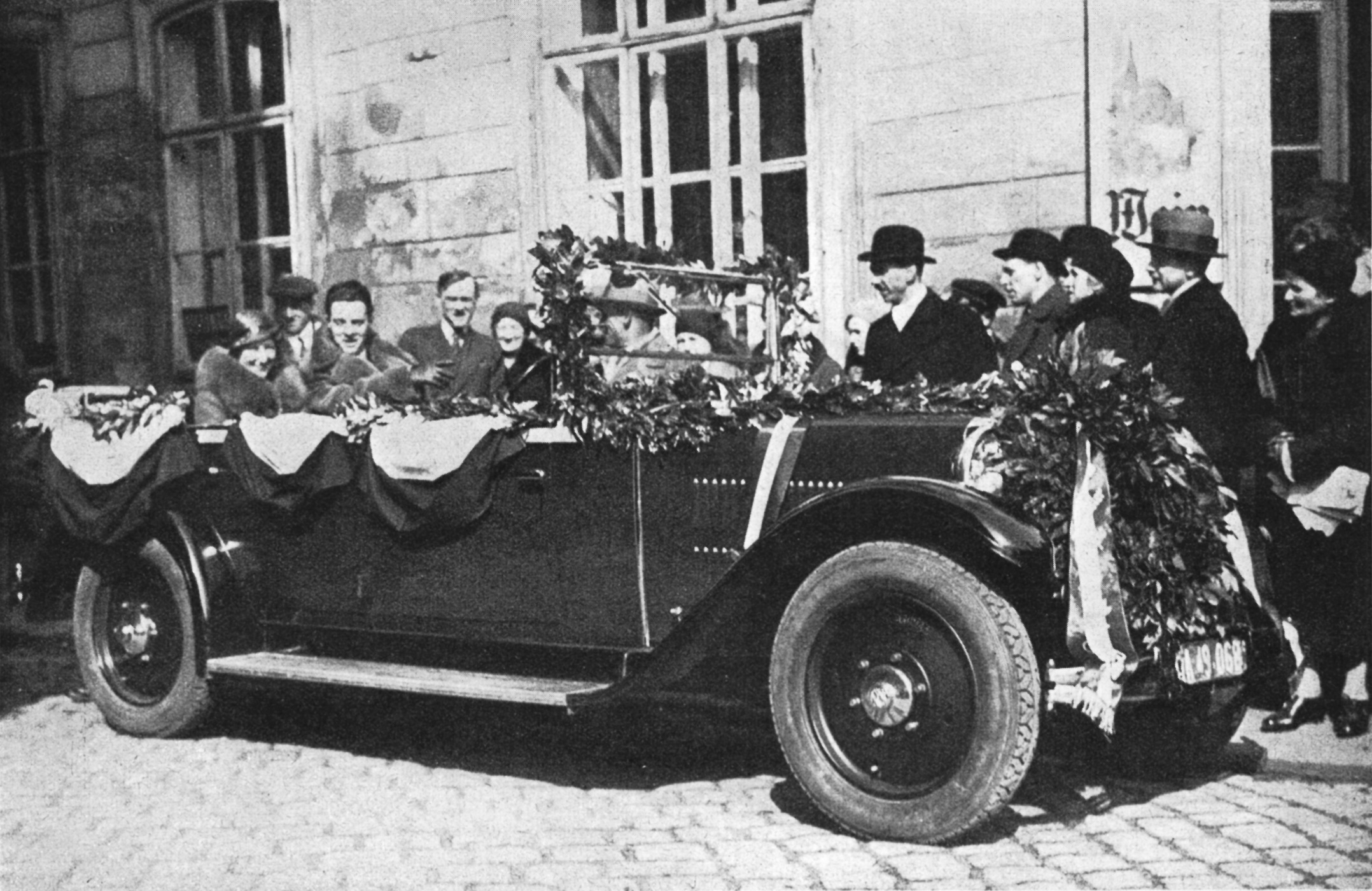
Ankunft in Wien nach den Olympischen Winterspielen 1932

Karl Schäfer wurde im Haus Mayssengasse 21, nicht weit von der Eisbahn Eduard Engelmanns in Wien-Hernals geboren. Als Eiskunstläufer wurde er mit 11 Jahren von dem Eislauflehrer Rudolf Kutzer entdeckt. 1923 nahm er bereits an einem Schaulaufen in Hernals als Rosenkavalier teil.
Im Eiskunstlaufen gewann Schäfer von 1930 bis 1936 sieben Weltmeisterschaftstitel in Folge und von 1929 bis 1936 acht Europameisterschaftstitel in Folge. Bei den Olympischen Spielen 1932 in Lake Placid schlug er den dreifachen Olympiasieger Gillis Grafström und er konnte seinen Titel bei den Olympischen Spielen 1936 in Garmisch-Partenkirchen verteidigen.
Schäfer war auch sehr musikalisch und spielte ausgezeichnet Geige. Zwischen 1926 und 1937 war er siebenfacher österreichischer Meister im Brustschwimmen. Er nahm als Brustschwimmer an den Schwimmeuropameisterschaften von 1926 (5. Platz) und 1927 (4. Platz) sowie 1928 an den Olympischen Sommerspielen in Amsterdam teil.
Am 28. Jänner 1937 heirateten Karl Schäfer in Budapest Christine Engelmann (* 1903), die jüngste Tochter des Eiskunstläufers Eduard Engelmann, die als Kind ebenfalls an Eiskunstlaufbewerben teilgenommen hatte.
Nach dem Ende seiner Eiskunstlaufkarriere Anfang 1937 ging Schäfer für ein Jahr als Trainer in die USA. 1938 eröffnete er ein Sportgeschäft in Wien. 1940 gründete er zusammen mit Hertha Wächtler (1909–1990), die ebenfalls Eiskunstläuferin und Trainerin war, die „Karl-Schäfer-Eisrevue“, aus der später die Wiener Eisrevue hervorging. Schäfer deckte in dieser Zeit auch Mitarbeiter wie Willy Petter, die nicht „rein arisch“ waren. Petter, der nach dem Zweiten Weltkrieg die Eisrevue fortsetzen sollte, arbeitete daher im Hintergrund mit und wurde auch nicht in den Programmheften erwähnt. 1943 spielte er eine Hauptrolle in dem Film „Der weiße Traum“, der in Wien-Hernals auf der Engelmannschen Eisbahn gedreht wurde.
Schäfer nahm am Wiederaufbau der Engelmannschen Eisbahn nach dem Zweiten Weltkrieg teil. Nach der offiziellen Entnazifizierung 1947 arbeitete er wieder als Trainer in Österreich, Bayern und Spanien.
1949 wurde Schäfer vor Gericht angeklagt. Ihm wurde vorgeworfen, schon ab 1933 illegales Mitglied der NSDAP und ab 1938 Mitglied der SA gewesen zu sein. Zuvor hatte Schäfer im Entnazifizierungsverfahren 1945 angegeben, erst 1938 Mitglied der NSDAP geworden zu sein und nur über einen Zeitraum von drei Wochen der SA angehört zu haben. De facto war Schäfer am 1. Mai 1938 in die Partei aufgenommen worden (Mitgliedsnummer 6.117.568), aber seine Nummer deutet auf eine illegale Tätigkeit für die NSDAP in der Zeit des Parteiverbots hin. Im Laufe des Gerichtsverfahrens führte Schäfer mehrere Zeugen an, die seine Aktivitäten in der Widerstandsbewegung seit 1940 und den darauffolgenden Ausschluss aus der SA bestätigten. Zusätzlich wurde ihm angelastet, 1939 ein Grundstück von jüdischen Eigentümern im Rahmen der „Arisierung“ erworben zu haben, aber auch für diesen Vorwurf konnte Schäfer Entlastungszeugen finden. Schäfers Ruf war jedoch derart beschädigt, dass er als Geschäftsführer der Wiener Eisrevue zurücktreten musste. Folglich wurde auch der Name der Revue geändert.
1954 betonte Schäfer in der Wiener Wochenausgabe, nie politisch aktiv geworden zu sein und nur nach dem „Anschluss“ 1938 wie zahlreiche andere prominente Sportler in die SA eingegliedert worden zu sein. Aufgrund seiner Erfolge habe man ihn mit dem Rang eines SA-Sturmführers belohnt.
Von 1956 bis 1962 arbeitete er erneut als Trainer in den USA. Von 1962 bis zu seinem Tod 1976 war er wieder Trainer in Wien-Hernals. Er wurde auf dem Hernalser Friedhof bestattet.
Im Jahr 1980 wurde in Purkersdorf die Karli-Schäfer-Gasse, seiner letzten Heimat, und 1987 in Wien-Floridsdorf (21. Bezirk) die Karl-Schäfer-Straße nach ihm benannt.

### Ergebnisse
| Wettbewerb / Jahr               | 1927 | 1928 | 1929 | 1930 | 1931 | 1932 | 1933 | 1934 | 1935 | 1936 |
| ------------------------------- | ---- | ---- | ---- | ---- | ---- | ---- | ---- | ---- | ---- | ---- |
| Olympische Winterspiele         |      | 4.   |      |      |      | 1.   |      |      |      | 1.   |
| Weltmeisterschaften             | 3.   | 2.   | 2.   | 1.   | 1.   | 1.   | 1.   | 1.   | 1.   | 1.   |
| Europameisterschaften           | 3.   | 2.   | 1.   | 1.   | 1.   | 1.   | 1.   | 1.   | 1.   | 1.   |
| Österreichische Meisterschaften | 2.   | 2.   | 1.   | 1.   | 1.   | 1.   | 1.   | 1.   |      | 1.   |

## Auszeichnungen
- 1931 erhielt er die goldene Nadel des Österreichischen Marathonkomitees.[7]
- 1932 wurde er vom damaligen Bundespräsidenten Wilhelm Miklas mit der Goldenen Medaille für Verdienste um die Republik Österreich ausgezeichnet.[8]